# Бояров, Виталий Константинович
Виталий Константинович Бояров (27 августа 1928 года, Чугуев, Харьковский округ, Украинская ССР — 30 августа 2016, Москва, Российская Федерация) — советский деятель органов государственной безопасности, генерал-лейтенант (1981), действительный государственный советник таможенной службы (1989). Начальник Главного управления государственного таможенного контроля (ГУГТК) при Совете Министров СССР (1989—1991).

## Биография
Родился в семье сотрудника ОГПУ при НКВД СССР, погибшего во время Великой Отечественной войны. Отец — русский, мать — украинка.
В 1945 году окончил Школу партизанских радистов по специальности радиопеленгаторщик, а в 1970 году заочно Высшую дипломатическую школу МИД СССР.
В 1945—1949 годах служил в радиоконтрразведке НКГБ-МГБ УССР, секретарь комитета комсомола МГБ УССР. С 1949 по февраль 1959 года — старший оперуполномоченный, заместитель начальника, начальник отделения 2-го управления МГБ — КГБ УССР, секретарь парткома 2-го управления КГБ УССР, в 1956 году был в командировке в Венгрии. Начальник отдела по работе с иностранцами 2-го управления КГБ УССР (1959—1961). Его подчиненным удалось разоблачить семь американских агентов. Все они признали свою вину, были судимы и осуждены в соответствии с законом. 
В 1963 году окончил 101-ю Школу ПГУ КГБ СССР. В январе 1963 — августе 1965 года — второй секретарь посольства СССР в Великобритании, заместитель резидента по линии «К» (внешняя контрразведка).
Заместитель начальника Службы № 2 ПГУ КГБ при Совете Министров СССР (1965—1969), в 1970—1973 гг. — начальник Службы № 2 (с 1972 г. — Управления «К») управления внешней контрразведки ПГУ КГБ при Совете Министров СССР. В 1973—1985 годах — заместитель, первый заместитель начальника ВГУ (контрразведка) КГБ СССР. В 1985—1989 годах — первый заместитель начальника, в 1989—1991 годах — начальник Главного управления государственного таможенного контроля при Совете Министров СССР.
Действительный государственный советник таможенной службы (1989). С июля 1991 г. — президент Международной ассоциации по правовым и налоговым вопросам ИЛТС. Президент Всероссийского союза ветеранов таможенной службы.
С 2007 по 2012 год избирался президентом Ассоциации ветеранов контрразведки «Веткон». С 2012 года является почетным президентом Всероссийского союза ветеранов таможенной службы, почетным президентом Ассоциации ветеранов контрразведки «Веткон».
Прототип генерала КГБ Константинова из романа Юлиана Семёнова «ТАСС уполномочен заявить…» и снятого по его сценарию 10-серийного одноимённого фильма. В основу романа положена действительная операция контрразведки КГБ, проводившаяся под руководством В. К. Боярова, — разоблачение агента ЦРУ Александра Огородника («Трианон»).
Похоронен на Троекуровском кладбище.

## Награды и звания
- Орден «За заслуги перед Отечеством» IV степени (2003).
- Орден Почёта (6 сентября 2008 года) — за активную общественную работу по социальной поддержке ветеранов и патриотическому воспитанию молодёжи[1].
- орден Красного Знамени.
- три ордена Трудового Красного Знамени.
- орден Красной Звезды.
- медаль «За боевые заслуги» (1965).
- знак «Почётный сотрудник госбезопасности».
- Благодарность Президента Российской Федерации (9 марта 2007 года) — за большой вклад в обеспечение экономических интересов Российской Федерации, многолетнюю плодотворную работу по социальной защите ветеранов и патриотическому воспитанию молодёжи[2].
- Медаль «Дмитрий Бибиков» (2013, ФТС России)